# Detektiv Conan – Die Sonnenblumen des Infernos
Detektiv Conan – Die Sonnenblumen des Infernos (japanisch 名探偵コナン　業火の向日葵, Meitantei Konan: Gōka no Himawari) ist der 19. Kinofilm zur Manga- und Animeserie Detektiv Conan aus dem Jahr 2015. Er startete am 18. April 2015 in den japanischen Kinos. Auf Deutsch erschien der Film am 30. September 2016 bei Kazé auf DVD und Blu-ray Disc.

## Handlung
Eines der Gemälde des Malers Vincent van Gogh, nämlich Die Sonnenblumen, soll in einem Aktionshaus in New York versteigert werden. Es soll sich um jenes Gemälde handeln, dass einst in Ashiya zerstört wurde.
Jirokichi Suzuki (Onkel von Sonoko) bietet mit einer hohen Summe am meisten und kann das Gemälde für seine Ausstellung mit allen sieben „Sonnenblumenbildern“ erwerben. Da Kaito Kid sich anmeldet, verstärkt Herr Suzuki sein Wachleute-Team mit weiteren Personen, eine davon ist Kogoro Mori. Auf dem Flug nach Japan wird das Gemälde zunächst von Kaito Kid gestohlen, ehe es von Conan zurückerlangt werden kann.
Die Ausstellung kann zunächst stattfinden, kann jedoch nicht wie geplant erfolgen. Zwar wird Kaito Kid für einen Anschlag auf das Flugzeug, indem die "Sonnenblumen-Bilder" nach Japan gebracht wurden und für ein gelegtes Feuer im neu eröffneten Museum verantwortlich gemacht. Doch Conan glaubt nicht, dass Kid sich so verändert hat. Conan ahnt nicht, dass es etwas mit dem Gehilfen des Kaito Kids, Konosuke Jii, zu tun hat.
Ein neues Kid Rätsel zeigt da Vincis Gemälde "Das letzte Abendmahl" und Conan erahnt, dass es einen Judas in den Reihen der sieben Samurai geben muss.

## Produktion und Veröffentlichung
Einige Monate nach dem 18. Kinofilm gab man in einer Shōnen Sunday-Ausgabe das genaue Datum des Kinostarts sowie den Titel bekannt.
Am 18. April 2015 startet der Film in den japanischen Kinos.
Auf Deutsch erschien der Film am 30. September 2016 bei Kazé auf DVD und Blu-ray Disc und ist seit dem 10. September 2016 bei Anime on Demand verfügbar. Die deutsche Erstausstrahlung fand am 1. Juni 2018 bei ProSieben Maxx statt.
Das Ending hat die Band Porno Graffitti beigesteuert.

## Hintergrund
Vincent van Gogh malte die Sonnenblumenbilder 1888 in Arles um sie an seinem Gästezimmer im gelben Haus anzubringen, um seinen Gast Paul Gauguin zu erfreuen. Im Januar 1889 malte van Gogh weitere Bilder in diese Reihe.
Bereits im Jahr 1887 beschäftigte sich Van Gogh erstmals mit japanischer Kunst. Durch die Kunst Utagawa Hiroshiges und den japanischen Farbholzschnitten (Ukiyo-e) hat van Gogh den Japonismus in Europa geprägt. Die Idee die "Sonnenblumenbilder" nach Japan zu holen, ist damit nicht abwegig.
Das Gemälde Fünf Sonnenblumen, welches er im August 1888 malte, wurde während des Zweiten Weltkrieges in Japan (in Ashiya) durch ein Feuer zerstört. Hier wird es als wieder existent dargestellt.
Es wird ein Brief an van Goghs Bruder Theo van Gogh erwähnt, mit dem Gemälde "La Berceuse" (Dezember 1888). 
Herr Suzuki nennt sein Team- die sieben Samurai. Eine Anspielung auf die Sieben Samurai.